# Powstanie (film)
Powstanie (ang. Uprising) – film wojenny produkcji amerykańskiej opowiadający o powstaniu w getcie warszawskim.

## Fabuła
II wojna światowa, okupowana Polska. Niemcy dążąc do zagłady narodu żydowskiego tworzą w Warszawie getto, miejsce, gdzie wszyscy przedstawiciele tego narodu mają czekać na śmierć. Jednak Żydzi nie chcą się z tym pogodzić i podejmują walkę z Niemcami. Na czele buntu staje Mordechaj Anielewicz.

## Kontrowersje
Film wzbudził w Polsce kontrowersje ze względu na niedociągnięcia historyczne oraz sposób w jaki ukazany został stosunek Polaków do Holokaustu. Większość występujących w filmie ludzi narodowości polskiej to antysemici patrzący obojętnie lub aprobująco na zagładę Żydów. Twórcy przemilczeli też fakt, że Polacy także byli represjonowani i skazywani na zagładę przez Niemców. W odróżnieniu od okupowanych krajów Zachodniej Europy za pomoc Żydom na terenie Polski groziło rozstrzelanie na miejscu, a nie więzienie.

## Obsada
- Hank Azaria – Mordechaj Anielewicz
- John Ales – Marek Edelman
- Palle Granditsky – Janusz Korczak
- Leelee Sobieski – Tosia Altman
- David Schwimmer – Icchak Cukierman
- Jon Voight – Jürgen Stroop
- Donald Sutherland – Adam Czerniaków
- Cary Elwes – Fritz Hippler
- Stephen Moyer – Kazik Rotem
- Sadie Frost – Cywia Lubetkin
- Radha Mitchell – Mira Fuchrer
- Mili Avital – Devorah Baron
- Alexandra Holden – Frania Beatus
- Luke Mably – Zachariah Artenstein
- Andy Nyman – Calel Wasser
- Eric Lively – Arie Wilner

## Produkcja
Zdjęcia kręcono w Bratysławie i w Innsbrucku.